# Groeve Scheggeldergrub II

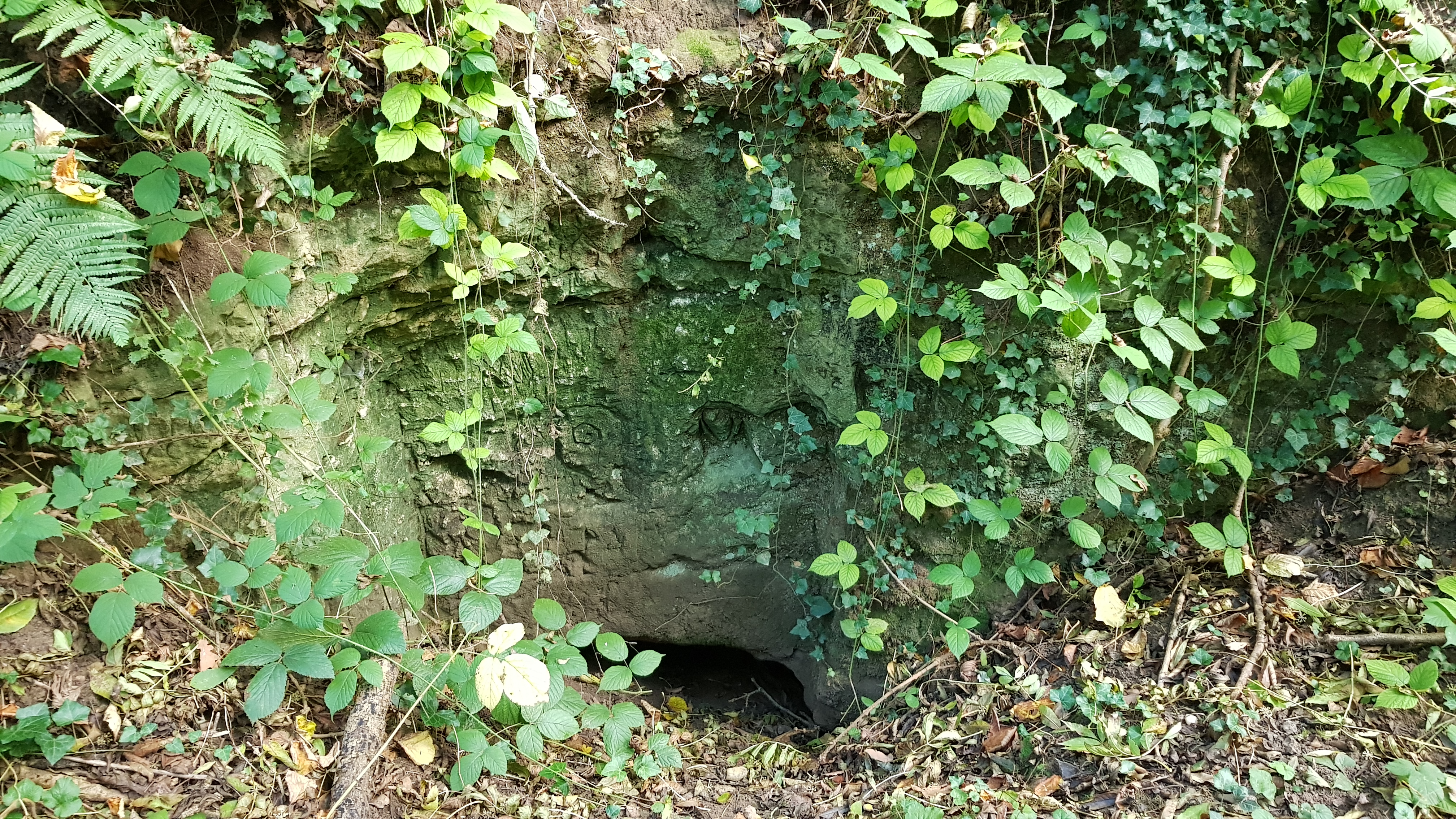
Lebensboschgroeve

De Groeve Scheggeldergrub II, ook wel foutief aangeduid met Lebensboschgroeve, is een Limburgse mergelgroeve in de Nederlandse gemeente Eijsden-Margraten. De groeve ligt ten westen van Eckelrade op ongeveer 300 meter van de Eckelraderweg in het Savelsbos. Dit is vlak ten zuiden van de Scheggelder Grub nabij de Scheggelderbrug. De groeve ligt aan de westelijke rand van het Plateau van Margraten in de overgang naar het Maasdal. Ter plaatse duikt het plateau een aantal meter steil naar beneden.
Op ongeveer 600 meter naar het westen liggen de Savelsberggroeve en Grindgroeve Savelsbos en op ongeveer 500 meter naar het zuidwesten liggen de Lebensboschgroeve en Neven Lebensboschgroeve.

## Geschiedenis
De groeve werd door blokbrekers ontgonnen voor de winning van kalksteenblokken.
Sinds 1953 is het Savelsbos inclusief het gebied van deze groeve in beheer van Staatsbosbeheer.

## Groeve
De groeve is deels dichtgeslibd met grond.